# Effendi Ketwaru sr.
Effendi Rawi Kamaludin Ketwaru (28 november 1933 – 22 maart 2005) was een Surinaams muziekpedagoog, mandolinist en sitarist. Ketwaru was de grondlegger van het muziekonderwijs in Suriname.

## Biografie
Effendi Rawi Kamaludin Ketwaru werd op 28 november 1933 te Visserszorg (Commewijne, Suriname) geboren. Zijn vader bespeelde de banjo, mandoline en sitar. Ketwaru begon zijn loopbaan op 14-jarige leeftijd als mandolinist in het orkest Kala Kausar Sabha en vervolgens in zijn eigen orkest Sha Noor Sabha. In 1949 begon hij Europese klassieke muziek op de radio te bespreken en hij breidde de besprekingen later uit met muziek- en toneelrecensies.
In 1956 startte Ketwaru als muziekleerkracht, een loopbaan die uiteindelijk vijftig jaar zou omvatten. In 1964 emigreerde Ketwaru met zijn gezin naar Nederland. Hier rondde hij zijn muziekpedagogiestudie af en werd hij staflid van het Dr. Gehrels Instituut. In dezelfde periode gaf Ketwaru sitarconcerten in Nederland, België, Engeland en Duitsland. Met de violist Evert Derks richtte hij in 1972 het Ketwaru-ensemble op. Dit ensemble maakte in 1974 een bijzondere langspeelplaat met arrangementen en improvisaties van Surinaamse volksliedjes in klassieke stijl. Hij was voorzitter van de Bond van Surinaamse Musici en zijn huis in Amsterdam werd een centrum voor Surinaamse kunstenaars en bij gelegenheid ook voor Indiase muzikanten zoals Mohammed Rafi en Vilayat Khan.
In 1976 keerde Ketwaru op verzoek van de Surinaamse regering terug om de leiding van de Volksmuziekschool op zich te nemen. Onder zijn 20-jarige directeurschap groeide de school uit tot een van de grootste van de regio met een bestand van 27 docenten en meer dan 400 leerlingen. Ketwaru schreef een Surinaamse muziekmethode (Muziekfundament I en II) dat gebaseerd was op de methode van Willem Gehrels. Hij introduceerde de muziekvormen kawina, gamelan en Baithak gáná en ontwikkelde een muziekleerplan en leergang voor alle instrumenten.
Na zijn pensionering in 1996 zette hij zijn muzieklessen thuis voort, richtte hij het gemengd koor Sargam op en verzorgde hij de muziek bij enkele televisiedocumentaires.
Ketwaru werd tweemaal onderscheiden door de Surinaamse regering en in 2005 ontving hij de GOPIO Award voor zijn verdiensten voor de gemeenschap. In 2006 en 2007 werden respectievelijk de straat naar de Volksmuziekschool (Effendi Ketwarustraat) evenals de school (Effendi Ketwaru Volksmuziekschool) naar hem vernoemd.